# Mirosław Tomczak
Mirosław Tomczak (ur. 13 października 1989) – polski szablista, wicemistrz Europy z 2004 r. w drużynie. Zawodnik Budowlanych Toruń.